# Chrysops flavocallus
Chrysops flavocallus är en tvåvingeart som beskrevs av Xu och Chen 1977. Chrysops flavocallus ingår i släktet Chrysops och familjen bromsar. Inga underarter finns listade i Catalogue of Life.